# Greta
Greta és un abreujament del nom propi femení Margareta (Margarida en alemany, suec, romanès i alguna altra llengua). Tal com deixa per escrit el poeta Joan Maragall, el diminutiu homònim en català és Guida. Margarida prové del llatí Margarita, que significa «perla» i, en sentit figurat, també «encant».
La festa onomàstica de Margarida se celebra potser majoritàriament a Catalunya el 20 de juliol, en commemoració de santa Margarida, verge i màrtir del segle IV, originària d'Antioquia de Pisídia. Altres commemoracions són: Santa Margarida d'Hongria, verge, filla del rei d'Hongria Béla IV, †1270: 18 de gener. Santa Margarida, reina d'Escòcia, †1093: 16 de novembre (des de l’any 1969; abans: 10 de juny). Santa Margarida de Cortona, †1297: 22 de febrer. Santa Margarida d'Anglatera, verge, anglesa o escocesa, nascuda a Hongria de mare anglesa, †1192: 3 de febrer. Margarida Maria Alacoque, †1690: 17 d'octubre.
Greta és un nom de procedència forana, que s'ha començat a fer servir molt recentment a Catalunya com a nom propi, tot i que ha anat augmentant progressivament: l'any 2004 es va posar a 6 nadons, mentre que el 2019 es va posar a 35 nadons, i així es va col·locar en la posició 47 de noms més comuns de noies. Aquestes són dades de l'Institut d'Estadística de Catalunya, l'Idescat.
A partir dels anys 90 també Guida s'ha començat a fer servir en comptagotes com a nom propi tot i que encara queden parts del país, com Menorca, on recorden amb èmfasi que "aquí totes les Margalides es diuen Guida!".

## Formes en altres llengües
- català: Guida
- alemany: Greta, Grete, Gretchen
- suec: Greta
- anglès: Greta, Gretta
- espanyol: Greta
- italià: Greta
- danès: Grete